# Dicranella oshimae
Dicranella oshimae är en bladmossart som beskrevs av Brotherus och Hugh Neville Dixon 1933. Dicranella oshimae ingår i släktet jordmossor, och familjen Dicranaceae. Inga underarter finns listade i Catalogue of Life.